# لوئیس ماریا الفاجمی
لوئیس ماریا الفجر (انگلیسی: Luis Maria Alfageme؛ زادهٔ ۱۷ دسامبر ۱۹۸۴) بازیکن فوتبال اهل آرژانتین است.
از باشگاه‌هایی که در آن بازی کرده‌است می‌توان به باشگاه فوتبال ویرتوس لانچانو، باشگاه فوتبال دلفینو پسکارا، باشگاه فوتبال ترنانا، باشگاه فوتبال برشا، باشگاه فوتبال پادوا، باشگاه فوتبال کرمونزه، و باشگاه فوتبال بنونتو اشاره کرد.